# Czarkowate
Czarkowate (Sarcoscyphaceae Le Gal ex Eckblad) – rodzina grzybów z rzędu kustrzebkowców (Pezizales).

## Charakterystyka
Niektóre gatunki występują w regionach o klimacie umiarkowanym, ale większość jest tropikalnych lub subtropikalnych. Do rodziny tej należą najsilniej wybarwione gatunki kustrzebniaków, często o dużych owocnikach o barwie od jaskrawoczerwonej do różowej i czasami pokrytych włoskami. Owocniki typu apotecjum, kieliszkowate lub miseczkowate, niektóre na trzonkach. Worki grubościenne z wieczkiem zazwyczaj umieszczonym ekscentrycznie. Jasne kolory pochodzące od parafiz w hymenium i zarodników mają tendencję do asymetrii bocznej. Zarodniki bez przegród, gładkie lub pokryte wypukłościami i fałdami. Są saprotrofami lub słabymi pasożytami roślin. Anamorfy opisano u gatunków Nanoscypha, Phillipsia, Sarcoscypha i Cookeina.

## Systematyka
Pozycja w klasyfikacji według Index Fungorum: Pezizales, Pezizomycetidae, Pezizomycetes, Pezizomycotina, Ascomycota, Fungi.
Według aktualizowanej klasyfikacji Index Fungorum bazującej na Dictionary of the Fungi do rodziny tej należą rodzaje:
- Aurophora Rifai 1968
- Cookeina Kuntze 1891
- Geodina Denison 1965
- Kompsoscypha Pfister 1989
- Microstoma Bernstein 1852
- Molliardiomyces Paden 1984
- Nanoscypha Denison 1972
- Phillipsia Berk. 1881
- Pithya Fuckel 1870
- Pseudopithyella Seaver 1928
- Sarcoscypha (Fr.) Boud. 1885 – czarka
- Thindia Korf & Waraitch 1971[3].